# Brainspotting
Brainspotting (BSP; von englisch brain ‚Gehirn‘ und spotting ‚etwas ausfindig machen‘) ist eine psychotherapeutische Methode zur Traumaverarbeitung, die 2003 von David Grand, einem amerikanischen Psychotherapeuten mit psychoanalytischer Ausbildung, entwickelt wurde. Das Brainspotting geht davon aus, dass Gedächtnisinhalte, die einem bewussten Abruf nicht zugänglich sind und die entsprechende neuronale Erregungsmuster auslösen, über die Blickrichtung ganz gezielt aktiviert und beeinflusst werden können. Dieses mit einer spezifischen Augenposition einhergehende Muster der Hirnaktivität wird als Brainspot bezeichnet.

## Abgrenzung
Das Vorgehen knüpft an die Traditionen von Somatic Experiencing und Eye Movement Desensitization and Reprocessing (EMDR) an. Ähnlich wie beim Somatic Experiencing wird beim Brainspotting „ressourcenorientiert“ gearbeitet. Während EMDR die Verarbeitung von Belastungen durch Augenbewegungen anregt, nimmt Brainspotting hingegen an, dass diese durch Augenfixierung und spezifische Augenposition anregbar ist.

## Wirkungsweise und Hintergründe
Grand stellte neurologische Hypothesen zu Brainspotting auf. Er postuliert eine neurologische Verbindung von Blickrichtung und psychischen Inhalten. Die Verarbeitung, die auf Reflexebene bzw. auf der Ebene des Zentralnervensystems geschehe, gehe einher mit einer Überschreibung vorher konditionierter physiologischer Reaktionen. Brainspotting könne nicht nur auf Belastungen, sondern auch auf den Aufbau und die Stärkung von Ressourcen gerichtet werden, um so eine abgestufte Verarbeitung eines Traumas und eine Desensibilisierung zu erreichen.

## Ablauf
Der Ablauf beim Brainspotting ist durch folgende Schritte bestimmt:
1. Emotional belastendes Ereignis erinnern: Wie bei EMDR basiert Brainspotting auf dem Erinnern an belastende Ereignisse, die neu verarbeitet werden sollen.
2. Aktivierung des Klienten: Der Therapeut leitet den Patienten an, sich so an das belastende Ereignis zu erinnern, dass er „aktiviert“, also emotional und psychophysiologisch erregt, ist. Wie beim EMDR wird der aktuelle Belastungs- bzw. Aktivierungsgrad über die Subjective Units of Disturbance Scale (SUDS) gemessen (0 = keine; 10 = höchste Aktivierung).[7]
3. Fokussierung auf die Körperwahrnehmung: Der Klient wird gebeten, den Ort der stärksten spürbaren Aktivierung im Körper zu bestimmen.
4. Bestimmung eines Brainspots: Dazu folgen die Augen des Klienten der langsamen Handbewegung des Therapeuten durch das eigene Gesichtsfeld. Wird die kontinuierliche Augenbewegung durch eine unwillkürliche Reaktion (z. B. starkes Blinzeln) unterbrochen, wird ein Brainspot postuliert.
5. Fokussierte Aufmerksamkeit: Der Klient soll aufmerksam seine Affekte, Erinnerungen, Kognitionen und Körperempfindungen beobachten und frei assoziieren.
6. Abschluss: Der Verarbeitungsprozess gilt als beendet, wenn der SUD-Level auf Null gesunken ist.[2]

## Wissenschaftliche Rezeption
Ein Vergleich der Behandlung durch Brainspotting mit EMDR bei PTBS beschreibt eine niedrigere Therapieeffektstärken als durch EMDR, was aber keine Aussage über die Wirksamkeit von Brainspotting im Vergleich zu einer unbehandelten Kontrollgruppe zulässt. Auf Grund methodischer Mängel wird die Methode kontrovers rezipiert.